# Afamelanotid
Afamelanotid (Melanotan I, früher CUV1647), auch NDP-α-MSH, ist ein synthetisches Peptidhormon, welches die Wirkung des natürlichen Hormons α-MSH nachahmt. Es ist durch gezielte Veränderungen seiner chemischen Struktur jedoch wesentlich wirksamer als die natürliche Variante. Dies ist bedingt durch eine gegenüber α-MSH verlängerte Halbwertszeit und eine deutlich stärkere Bindung zu dem Melanocortinrezeptor (MC1R).
Afamelanotid stimuliert die Melanin(Eumelanin)-Produktion in den Melanozyten.

## Chemische Struktur
Afamelanotid ist ein aus 13 Aminosäuren bestehendes Peptid mit der Primärstruktur Ac-Ser-Tyr-Ser-Nle-Glu-His-D-Phe-Arg-Trp-Gly-Lys-Pro-Val-NH2. Im Vergleich zum α-MSH sind zwei Aminosäuren ausgetauscht: Met4 → Nle4 und L-Phe7 → D-Phe7.

## Anwendung als Arzneimittel
Am 22. Dezember 2014 erteilte die Europäische Kommission eine Arzneimittelzulassung für „Scenesse“ in der gesamten Europäischen Union zur Behandlung von erwachsenen Patienten mit erythropoetischer Protoporphyrie (EPP). Vor und im Verlauf von Phasen mit starker Exposition gegenüber Sonnenlicht, z. B. vom Frühling bis zum Herbst, wird dem Patienten alle zwei Monate jeweils ein stäbchenförmiges Implantat unter die Haut injiziert.
Der Arzneistoff wurde von der australischen Firma Clinuvel Pharmaceuticals (vormals Epitan) entwickelt. Für die Behandlung der erythropoetischen Protoporphyrie hat die US-amerikanische Food and Drug Administration (FDA) Melanotan I als Orphan-Arzneimittel eingestuft. Im Oktober 2019 erfolgte die Zulassung in den USA.

### Nutzen
„Scenesse“ verlängert den Zeitraum, den die Patienten im Sonnenlicht ohne Schmerzen verbringen können. In einer Studie mit 93 EPP-Patienten verbrachten mit „Scenesse“ behandelte Patienten während eines Sechsmonatszeitraums im Durchschnitt 116 Stunden (arithmetischer Mittelwert) bzw. 69 Stunden (Median) in direktem Sonnenlicht ohne Schmerzen, mit Placebo behandelte Patienten dagegen nur 61 Stunden (arithmetischer Mittelwert) bzw. 41 Stunden (Median).

### Nebenwirkungen
Die häufigsten Nebenwirkungen sind Übelkeit (19 %), Kopfschmerzen (20 %) und Reaktionen an der Implantatstelle (21 %; überwiegend Verfärbungen, Schmerzen, Hämatome, Erytheme).

### Risikomanagement
„Scenesse“ wurde unter sogenannten „außergewöhnlichen Umständen“ zugelassen. Dies bedeutet, dass es aufgrund der Seltenheit der Krankheit nicht möglich war, zum Zeitpunkt der Zulassung vollständige Informationen über den Nutzen und die Risiken von „Scenesse“ zu erlangen. Zur Gewährleistung der sicheren und wirksamen Anwendung wurde ein Risikomanagementplan entwickelt, um sicherzustellen, dass Scenesse so sicher wie möglich angewendet wird. Die Europäische Arzneimittel-Agentur wird jedes Jahr sämtliche neuen Informationen prüfen, die verfügbar werden.
Ein Patientenregister wird langfristige Daten über den Nutzen und die Sicherheit des Arzneimittels bereitstellen. Ärzten wird ein Schulungsfilm zur korrekten Anwendung zur Verfügung gestellt. Die Anwendung von „Scenesse“ ist nur in spezialisierten Krankenhäusern gestattet.